# IC 4996
IC 4996 — галактика типу I3p () у сузір'ї Либідь.
Цей об'єкт міститься в оригінальній редакції індексного каталогу.